# 米哈伊尔·伊萨耶夫
米哈伊尔·亚历山德罗维奇·伊萨耶夫（羅馬化：Mikhail Aleksandrovich Isayev；1974年1月26日—）是俄罗斯政治人物、第六届、第七届国家杜马议员。
2006年，他当选第三届萨拉托夫市杜马议员。2007年，他连任第四届杜马议员。2011年，他当选第六届国家杜马议员。2012年，他辞去国家杜马议员职务，转而担任联邦委员会议员。2016年，他再次出任第七届国家杜马议员。2017年，他辞去国家杜马议员职务，转而担任萨拉托夫市长。2022年，他出任萨拉托夫州杜马主席。